# Конвенція про поводження з військовополоненими (1929)
Конвенція про поводження з військовополоненими, інакше звана Женевська конвенція 1929 — міжнародно-правовий документ, ухвалений 27 липня 1929 на дипломатичній конференції у Женеві, скликаній Швейцарією.https://commons.wikimedia.org/wiki/File:Geneva_Convention_of_1929-07-27_(prisoner_of_war)_-_CH-BAR_-_29357032.pdf
Вступила в чинність 19 червня 1931 року. Саме ця частина Женевської конвенції регулює поводження з військовополоненими у Другій світовій війні. Була попередником Третьої Женевської конвенції, підписаної в 1949 році.
Положення, що стосуються поводження з військовополоненими містяться в Гаазьких конвенціях 1899 і 1907 років. У ході Першої світової війни ці правила виявили ряд недоліків і неточностей. Ці недоліки і неточності були частково подолані шляхом спеціальних Угод, укладених між воюючими сторонами у Берні в 1917 і 1918 році. У 1921 році на Женевській конференції Міжнародного Червоного Хреста було висловлено побажання прийняти спеціальну конвенцію про поводження з військовополоненими. Міжнародний Червоний Хрест підготував проект конвенції, який був представлений на Дипломатичній конференції в Женеві в 1929 році. Конвенція не заміняла, але завершувала і збирала воєдино положення Гаазьких правил. Найбільш важливі нововведення полягали в забороні репресій і колективних покарань для військовополонених, правила організації роботи військовополонених, призначення представників і контроль з боку держав-покровительок.

## Загальні положення
Стаття 1: Робить прямі посилання на статті 1, 2 і 3 Гаазької конвенції про закони і звичаї війни на суші від 18 жовтня 1907 року, щоб визначити, хто є законними комбатантами і так кваліфікувати військовополонених. На додаток до комбатантів, визначених Гаагськими конвенціями, деякі цивільні особи також визначаються у розділі Конвенції, названому «Застосування Конвенції до деяких класів цивільних осіб».
Статті 2, 3 та 4: Визначають військовополонених як ув'язнених держави, яка утримує їх, а не як ув'язнених того військового підрозділу, який захопив військовополонених, обумовлюють право військовополонених на повагу їх особи і честі, обумовлюють право жінок на обходження, відповідне їх статі, і не допускають відмінностей у триманні між військовополоненими, за винятком утримання військовополонених різних звань у різних умовах. Стаття 4 особливо покладає матеріальне забезпечення військовополонених на сторону, що полонила: «держава, яка взяла військовополонених, зобов'язана піклуватися про їх утримання». Положення даної статті часто замовчується в різних дослідженнях, що мають мету виправдати загибель полонених і їх неналежне забезпечення харчуванням, одягом, житлом та лікуванням, тим, що ці витрати не забезпечувалися внесками відповідної держави, у збройних силах якого служили полонені в момент полонення.

## Про утримання в полоні
Про взяття до полону
Статті 5 і 6 розповідають про права військовополонених при їх потрапляння у полон, про особисті речі, спорядження і грошові кошти. У Конвенції 1949 року були додатково внесені зміни щоб визначити права військовополонених у разі капітуляції, а не тільки під час бойових дій
Евакуація і повідомлення
Статті 7 і 8 регулюють евакуацію військовополонених із зони бойових дій, тривалість денного маршу і повідомлення супротивника через довідкові бюро.
Табори військовополонених
Статті 9 і 10 регулюють вимоги до приміщень, де утримуються військовополонені, забороняють утримання військовополонених поблизу зони військових дій, в несприятливому кліматі, в антисанітарних або пожежонебезпечних умовах. 
Статті 11, 12 і 13 встановлюють, що раціон харчування військовополонених повинен бути рівний раціону харчування військовослужбовців на казармовому положенні, дозволяють готувати додаткову їжу, якщо вона доступна, і забороняють покарання їжею. Військовополонені можуть залучатися для роботи на кухні. Має бути налагоджено постачання водою в достатній кількості, дозволяється паління тютюну. Постачання одягом лежить на стороні, яка тримає військовополонених, повинне бути забезпечене його лагодження. Для робіт повинні бути передбачені спецкомбінезони. У таборах військовополонених повинні бути лавки з торгівлі продуктами і предметами побуту. 
Статті 14 і 15 зобов'язують мати лазарети у кожному таборі і надавати щомісячний медогляд і адекватне лікування, включаючи безкоштовне протезування.
Статті 16 і 17 обмовляють свободу проводження релігійних обрядів, заохочення спортивних та інших захоплень в таборі.
Статті 18 і 19 визначають підпорядкованість відповідальному офіцеру, віддання честі та право на знаки відмінності.
Статті 20-23 встановлюють грошове утримання, відповідне званню, обслуговчий персонал з-поміж військовополонених, відповідний званню, право на перекладачів або допити рідною мовою для військовополоненого. Грошове утримання має бути компенсоване після закінчення військових дій.
Стаття 24 обумовлює право військовополоненого пересилати обумовлену частину своїх грошових коштів родичам.
Статті 25 і 26 встановлюють обмеження на транспортування поранених військовополонених, якщо це не потребує військова обстановка. Військовополонені у разі переміщення в новий табір повинні бути заздалегідь повідомлені, мають право взяти з собою особисті речі і їхня нова поштова адреса повинна бути своєчасно змінена.
Праця військовополонених
Статтями з 27-ї по 34-у встановлює порядок праці військовополонених. Рівний з місцевим населенням трудовий день, один вихідний на тиждень, відповідальність держави за роботу у приватних осіб, неприпустимість тяжких для рівня розвитку військовополоненого робіт та використання військовополонених на небезпечних або загрозливих здоров'ю роботах. Не допускається праця військовополонених на військових спорудах або взагалі які мають відношення до військових дій. Офіцери залучаються до робіт за їх бажанням. Праця військовополоненого повинна бути сплаченою за тарифами і визначена частка заробітку, одержуваною готівкою. 
Зовнішні зв'язки
Статтями з 35-ї по 41-у обумовлюється право військовополонених на отримання та відправлення листів, доручень, заповітів, телеграм та посилок, порядок і норми повинні бути опубліковані при початку військових дій.
Відносини з владою
Статті з 42-ї по 67-у описують відносини військовополонених з органами влади, їх право на скаргу на умови утримання, зокрема на негайну скаргу представникам держав-покровительок. При залученні військовополонених до суду або відповідальності їх права та покарання має визначатися передбаченою відповідальністю для військовослужбовців, однак військовополонений не може бути позбавлений свого звання. Також репатріація військовополоненого не може бути затримана у зв'язку з накладеним на нього дисциплінарним покаранням, це можливо тільки при судовому переслідуванні, про який повинна завчасно сповіщена сторона, якій служить військовополонений. Вирок негайно повідомляється державі-покровительці, у разі смертного вироку він не наводиться в дію як мінімум 3 місяці після винесення. Тридцятиденний арешт - максимальне по терміну і санкціям дисциплінарне покарання, не може бути продовжено і не може слідувати одне за іншим без мінімальної триденної перерви.

## Припинення полону
Статті з 68-ї по 74-у обумовлюють, що важко поранені і важко хворі зобов'язані бути відправлені у свою країну в той момент, коли їх положення буде допускати безпечне транспортування. Обумовлюють склад спільних медичних комісій, право на репатріацію постраждалих від нещасних випадків на роботах, неможливість військової служби репатрійованих і порядок оплати транспортування підлягають репатріації або транспортуванні в нейтральні країни.
Стаття 75 встановлює, що військовополонені повинні бути репатрійовані якнайскоріше після укладення примирення між воюючими сторонами і якщо в угоді про примирення доля військовополонених не обумовлена, сторони повинні вирішити це питання якнайскоріше.
Стаття 76 вимагає похорону з честю для померлих у полоні, їх могили повинні мати всі необхідні відомості і належно міститися.

## Про бюро допомоги
У статтях з 77-ї по 80-ту описується порядок роботи Бюро довідок про військовополонених, порядок і частота обміну інформацією воюючими сторонами, участь нейтральних країн і благодійних організацій.

## Окремі категорії цивільних осіб
Стаття 81 обумовлює право окремих категорій цивільних осіб, таких як маркітанти, постачальники, кореспонденти користувалися при захопленні ворогом правами військовополоненого, якщо у них є посвідчення особи від тих же частин.

## Виконання Конвенції
Статті з 82-ї по 97-у описують порядок виконання і дії конвенції, встановлюють обов'язковість її виконання між всіма країнами, що підписали конвенцію, за будь-яких обставин. Встановлюють порядок ознайомлення військовополонених з текстом конвенції, порядок обміну перекладами тексту, порядок контролю виконання конвенції державами-покровительками, порядок вирішення протиріч, порядок введення в дію конвенції після ратифікації і неприпустимість відмови від дотримання конвенції у разі війни. Держави-учасниці і держави-підписанти 53 країни підписали і ратифікували Конвенцію. Країни, які підписали і ратифікували конвенцію, іменуються державами-учасниками Конвенції (англ. State Parties). Не всі країни, що брали участь у Другій світовій війні, підписали Конвенцію; в тому числі, конвенцію не підписала СРСР. Японія підписала Конвенцію, але не ратифікувала, будучи, таким чином, «державою-підписантом». Налічується 9 таких держав-підписантів.
СРСР
СРСР не підписував Женевську конвенцію про військовополонених. Цей факт отримав широку популярність, так як його використовувала для виправдання нелюдського поводження з полоненими Німеччина: Радянський Союз не приєднався до угоди від 27.VII.1929 р. щодо поводження з військовополоненими. Внаслідок цього ми не зобов'язані надавати радянським військовополоненим постачання, яке б відповідало цій угоді як за кількістю, так і за якістю. Згідно з документами, в 1929 році СРСР підписав Конвенцію про поліпшення долі поранених і хворих у діючих арміях - одну з двох Женевських конвенцій 1929 року, але не став підписувати Конвенцію про військовополонених: 27 липня 1929 Женевська конференція виробила конвенцію про зміст військовополонених. Уряд СРСР ні в складанні цієї конвенції, ні в її ратифікації участі не прийняло. Замість приєднання до Конвенції 19 березня 1931 ЦВК і РНК СРСР прийняли «Положення про військовополонених», в цілому повторює Конвенцію, але володіє і низкою відмінностей. Радянський уряд не вважав за потрібне підписувати Конвенцію бо приєдналося до Гаазької конференції, яка містить всі найважливіші положення, що і Женевська. Відносини СРСР і Німеччини (підписала Конвенцію та зобов'язання дотримуватися положень Конвенції в будь-якому випадку) під час Другої світової війни щодо військовополонених відрізнялися відсутністю конструктивності з обох сторін. Тільки з 1943 року поступово пішов процес обміну кореспонденцією військовополонених та інші поліпшення становища військовополонених обох сторін.
Популяризація непідписання Солженіциним
Солженіцин у своїй книзі «Архіпелаг ГУЛАГ» стверджував, що СРСР «Не бере жодних зобов'язань щодо поводження з полоненими і не претендує на захист своїх, що потрапили в полон». Інші автори після цього стали стверджувати, що «Відмова ... СРСР від підписання конвенції дозволила нацистам використати цей факт і залишити радянських полонених без усякого захисту і контролю з боку Міжнародного Червоного Хреста та інших організацій, що допомагали полоненим західних країн».
Думка Ю. Веремєєва
Ю. Веремєєв стверджував, що відомості про неучасть СРСР в Женевській конвенції, є недостовірними, уряд СРСР 12.05.1930 р. оголосило, що «СРСР без будь-яких застережень приєднується до Женевської конвенції від 27 липня 1929», для СРСР конвенція є ратифікованої, згідно з Конституцією СРСР 1922 р., з 25.08.1930 року. Твердження Ю. Веремєєва вважається фальсифікацією: Веремєєв спотворив текст архівного документа, додавши всього одне слово, в результаті чого текст виявився не «про поліпшення долі поранених і хворих у діючих арміях» (назва дійсно підписаної Конвенції) а «про поліпшення долі військовополонених, поранених і хворих у діючих арміях ». Фальсифікація досить швидко була викрита, але досі має ходіння в інтернеті.

## Доповнення до Конвенції від 27 травня 1929
Додаток до конвенції від 27 травня деталізує процес репатріації та госпіталізації.